# Gravelyzomus chalakudicus
Genre
Espèce
Synonymes
- Schizomus chalakudicus Bastawade 2002

Gravelyzomus chalakudicus, unique représentant du genre Gravelyzomus, est une espèce de schizomides de la famille des Hubbardiidae.

## Distribution
Cette espèce est endémique du Kerala en Inde,.

## Description
La femelle holotype mesure 5,59 mm.

## Étymologie
Son nom d'espèce lui a été donné en référence au lieu de sa découverte, Chalkudi.
Ce genre est nommé en l'honneur de Frederic Henry Gravely.

## Publications originales
- Bastawade 2002 : Two new species of schizomids from India with range extension for Schizomus tikaderi (Arachnida: Schizomida). Journal of the Bombay Natural History Society, vol. 99, no 1, p. 90-95.
- Kulkarni, 2012 : Description of a new genus of Indian short-tailed whip-scorpions (Schizomida: Hubbardiidae) with notes on the taxonomy of the Indian fauna. Taprobanica, vol. 4, no 2(2), p. 65-68.